# Palazzo della Fondiaria
Der Palazzo della Fondiaria ist ein Palast aus dem 19. Jahrhundert im Viertel Chiaia in Neapel in der italienischen Region Kampanien. Er liegt in der Via Vittoria Colonna, 14.

## Geschichte
Das Gebäude, das Ende des 19. Jahrhunderts auf den Ruinen eines vorher existierenden Bauwerks entstand, war die Wohnstatt des Politikers und Historikers Giustino Fortunato. Ihm ist der folgende Epigraph gewidmet:

“IN QUESTA CASA HA VISSUTO E PENSATO
DAL 1910 AL 1932
IL GRANDE STUDIOSO LUCANO
GIUSTINO FORTUNATO
LE CUI VIRTÙ CIVILI E LEZIONI POLITICHE
HANNO LASCIATO UN SEGNO NELLA STORIA
DEL NOSTRO PAESE E DELLA NOSTRA CITTÀ
E SOPRATTUTTO HANNO CONSENTITO CHE SI RIPROPONESSE
ALLA COSCIENZA DEL PAESE
LA QUESTIONE DOLOROSA DELLE DUE ITALIE-CHE EGLI AVEVA GIÀ PROPOSTO AGLI ITALIANI DEL SUO TEMPO
COME LA QUESTIONE DALLA QUALE PUÒ DERIVARE
LA FORTUNA O LA SCIAGURA DELL’ITALIA”

(dt.: In diesem Hause hat gelebt und gedacht
von 1910 bis 1932
der große lukanische Gelehrte
Giustino Fortunato,
dessen zivile Tugenden und politische Lektionen
ein Zeichen in der Geschichte hinterlassen haben,
sowohl unseres Landes als auch unserer Stadt,
und vor allem hat er zugelassen, dass erinnert wurde
das Gewissen unseres Landes
an die schmerzvolle Frage der beiden Italien – das er den Italienern seiner Zeit bereits vorgeschlagen hatte,
wie die Frage, aus der es entstehen kann,
das Glück oder das Unglück Italiens.)